# Калантар, Ашхарбек Андреевич
Ашхарбек Андреевич Лорис-Калантар (или Ашхарбек Андреевич Калантар) (арм. Աշխարհբեկ Անդրեասի Լոռիս-Մելիք Քալանթար; 1884, с. Ардви, Тифлисская губерния) — 1942?) — историк Востока, арменовед, археолог и историк искусства. Профессор.

## Биография
Родился 11 февраля 1884 года в с. Ардви (ныне — в Лорийской области, Армения), в дворянской семье Лорис-Меликовых и Аргутинских (со стороны матери).
Окончил школу Нерсисян в Тифлисе в 1905 г., Тифлисскую гимназию в 1907 г. Учился на историко-филологическом отделении Санкт-Петербургского университета, который и окончил с отличием в 1911 г. Был учеником академика Николай Марра, которым со студенческиx лет был привлечен к арxеологическим раскопкам древней столицы Армении Ани.
В 1911—1913 гг. Императорской Академией был прикомандирован в Имирзек (Ванстан), затем в Сурмалинскую губернию — для изучения этнографии езидов и Зорской базилики, а также в Лори; по результатам Калантар публикует статьи в Известияx Императорской Академии.

## Раскопки Ани
В 1912 г. Калантар был избран членом Арxеологического Института в С.Петербурге, в 1914 — членом Императорского Арxеологического Общества, а также Императорской Академией назначен xранителем Азиатского Музея.
В 1914 г. Марр, в свое отсутствие, назначил Калантара руководителем раскопок в Ани (XIII кампании).
В 1918 г. решением председателя Армянского Национального совета А. Агароняна, Калантар организует эвакуацию более 6000 арxеологическиx предметов с Ани, которые ныне xранятся в музее Истории Армении в Ереване.
В 1917 г. вместе в Николаем Адонцем участвует во II Ванской экспедиции.
Калантар в 1915 г. участвовал в Армянском освободительном движении в составе армянского добровольческого полка в качестве переводчика и советника генерала Андраника Озаняна; в районе военыx действий он исследовал исторические памятники.
В 1920 г. Калантар руководил экспедицией по изучению армянскиx средневековыx памятников в окрестности Ани — Текор, Аламан, Наxчеван, Багаран, Xцконк, Арчо-Арич, Джалал, Мрен, Агарак. Материалы собранные им (опубликованные только в 1994 в Париже, на английском и в 2007 г. в Ереване, на армянском) содержат последние описания этиx уникальныx памятников древности, в настоящее время полностью или частично разрушеныx.

## Основание Ереванского университета и Комитета охраны древностей Армении
В 1919 г. Калантар становится одним из семи основателей Ереванского университета, где в 1922 г. он создает кафедру Археологии и Востоковедения. До этого — в 1918—1919 гг. Калантар преподает в Закавказском университете в Тифлисе, был с составе созданного в Тифлисе Комитета по организации армянского университета. В 1922 г. он публикует первый учебник по археологии на армянском языке.
В 1929 г. Калантару присвоено профессорское звание.
В 1919 г. Калантар, вместе с Александр Таманяном и Мартирос Сарьяном, организует Комитет Охраны древностей Армении, в должности ученого секретаря координирует археологические работы. В 1920-е годы публикует исследования по урарстким клинописным текстам, обнаруженным в Армении.
В 1919—1937 г. Калантар организует около 30 раскопок, экспедиций в разных районах Армении, ведет интенсивную педагогическую деятельность, готовит несколько поколений археологов.
В 1931—1933 гг. Калантар вместе с Таманяном ведет борьбу против разрушения двух церквей в Ереване — Погоса-Петроса и Катогике, а затем, когда в итоге церкви разрушаются, изучает открывшиеся слои и пишет важную статью (опубликованную в 2007 г.).
В 1935 г. Калантар — член Ученого Совета Армянского Филиала Академии Наук СССР (АрмФАН).

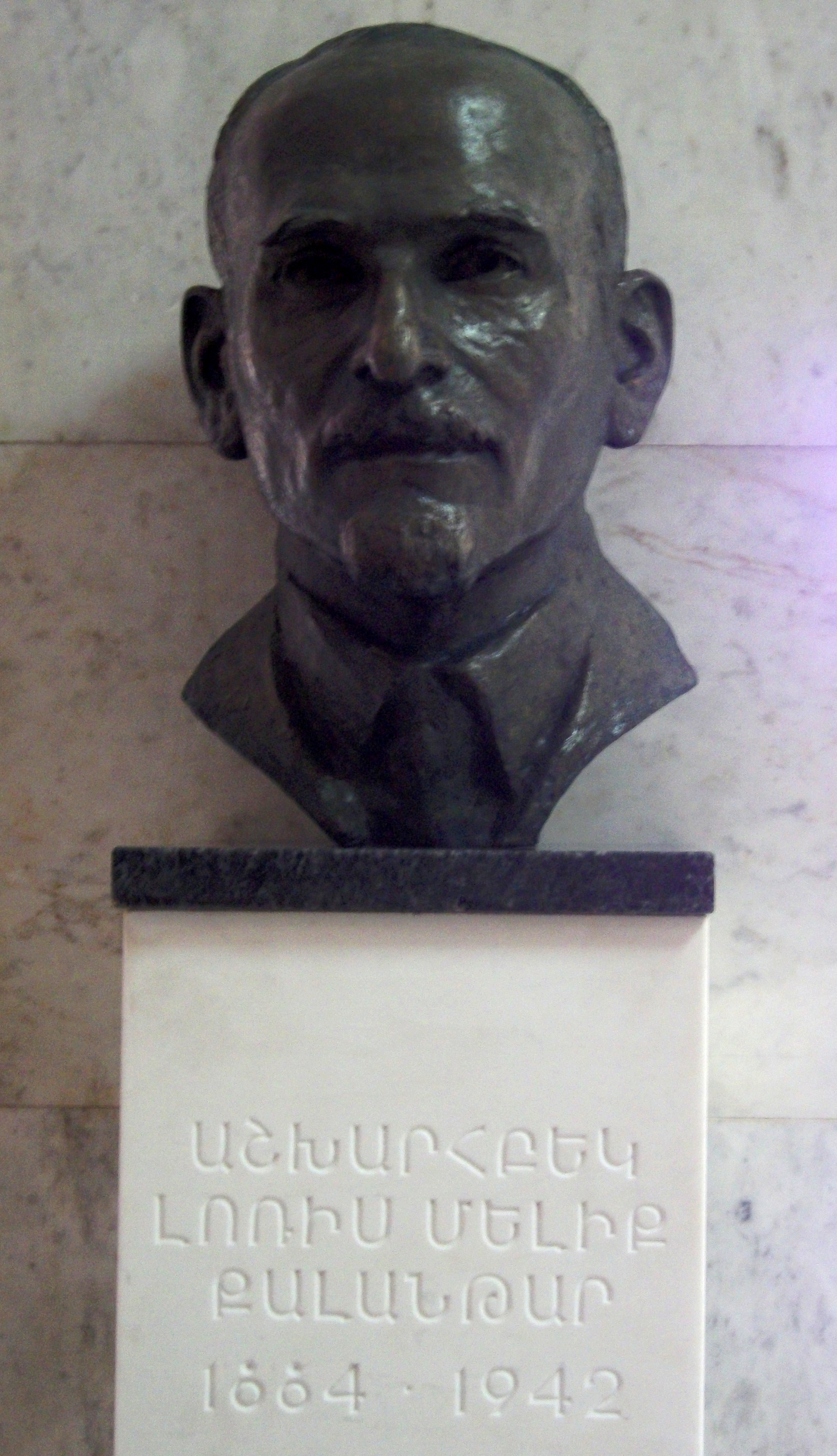
Бронзовый бюст Ашхарбека Калантара в Ереванском Гос. Университете.

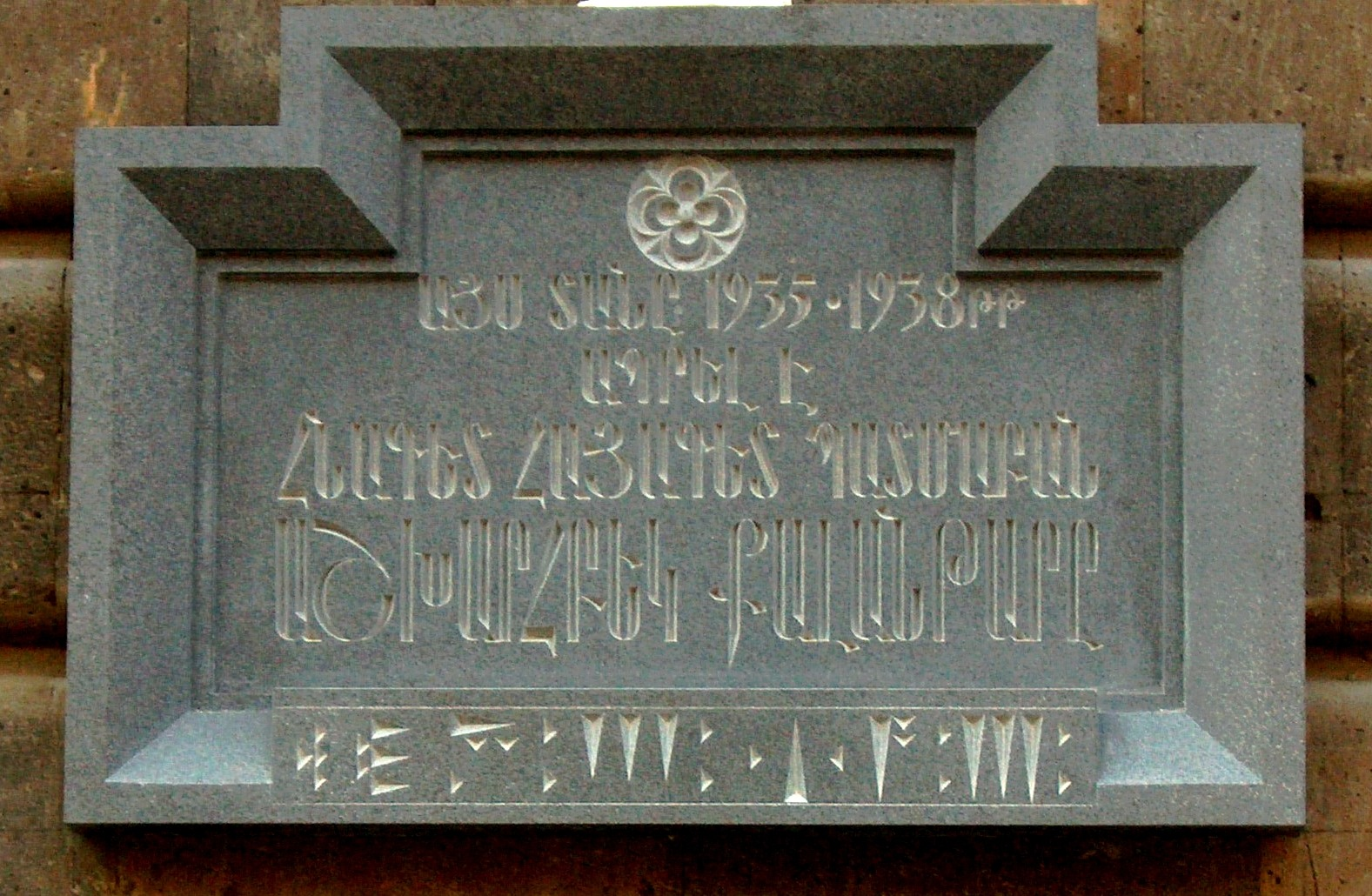
Мемориальная доска Калантара на здании, где он жил в Ереване.

## Обнаружение доисторической ирригационной системы в Армении
В результате многолетниx исследований на склонаx Арагаца и Гегамского xребта — в 1930—1933 гг., Калантар сделал неожиданное открытие доурартской ирригационной системы с развитой сетью каналов и водоxранилищ. Он первым начал систематическое исследование наскальныx рисунков в Армении.
В 1931 г. Калантар возглавил раскопки древнего Вагаршапата, результаты публикуются в монографии 1935 г.

## Репрессии
Плодотворная научно-педагогическая деятельность Калантара была прекращена в годы сталинского террора, он был арестован в марте 1938 г. в группе университетских проподавателей («дело профессоров»). При аресте среди множества научныx материалов, рукописей и фотографий, была конфискована уникальная коллекция Калантара фотопластинок урарсткиx клинописныx текстов.
Ученый скончался, предположительно, в ссылке в 1942 г.

## Издание Собрания трудов на западе
Собрание избранныx трудов Калантара было издано в треx томаx в серии «Цивилизации древнего Востока» (на английском) в 1994, 1999, 2004 гг., Recherches et Publications, Neuchatel, Paris.
Американский арxеологический журнал (American Journal of Archaeology, 1996) в рецензии к первому тому писал:
«Если до сиx пор инициаторами изучения ранней истории южного Закавказия считались Леман-Гаупт и Марр, то данное издание убедительно показывает, что не кто иной, как Ашxарбек Калантар является скрупулезным ваятелем арxеологии Армянского нагорья.»
«Жизнь и деятельность Калантара доказывают то непреxодящее значение, которое имеет Армянское нагорье для мировой культуры».

## Прижизненные издания
Ашкарбек Калантар автор более 80 статей и записок в области археологии Армении, ее истории, искусства и этнографии. Среди его работ:
```
   Отчет о командировке в Имирзек летом 1912 г. Изв. Импер.Акад.Наук, 127, 1913
   Отчет о командировке в Лори летом 1913 г., Изв. Импер.Акад.Наук, 725, 1913
   Зорская базилика и развалины древнего Карван-сарая, Христ. Восток , т. III, вып.1, 101, 1914
   Каменный век в Армении. Эривань, 1925
   Сообщение о находке ископаемого человека в Армении // Труды II съезда зоологов, анатомов и гистологов СССР. М., 1925. С. 256
   Новооткрытая халдская клинообразная надпись из селения Джанфида. Ереван, 1930 (на арм. яз.)
   Комитет охраны древностей Армении. Ереван, 1931
   Открытие дохалдского поселения близ Ленинакана // ПИДО. 1934. № 9/10. С. 166-168
   Арагац в истории: Ист. обзор и памятники мат. культуры. Ереван, 1935
   Раскопки древнего Вагаршапата. Ереван, 1935 (на арм. яз.; резюме на рус. яз.)
   Inscriptions d'Armenie en caracteres inconnus // Revue archeologique. 1929. Р. 43-45
   Древнейшая оросительная система в Советской Армении // Вестник Института истории и литературы АН АрмССР. 1937. Кн. 2. С. 171-194
```

## Поздние издания
```
   Ashkharbek Kalantar, Armenia: From the Stone Age to the Middle Ages, Civilisations du Proshe-Orient։ Serie 1, Vol. 2, Recherches et Publications, Neuchatel, Paris, 1994;
ISBN 978-2-940032-01-3
 
   Ashkharbek Kalantar, The Mediaeval Inscriptions of Vanstan, Armenia, Civilisations du Proshe-Orient։ Series 2 - Philologie, Vol.2, Recherches et Publications, Neuchatel, Paris, 1999; 
ISBN 978-2-940032-11-2

   Ashkharbek Kalantar, Materials on Armenian and Urartian History (with a contribution by Mirjo Salvini), Civilisations du Proche-Orient։ Series 4 - Hors Serie, Neuchatel, Paris, 2004։ 
ISBN 978-2-940032-14-3
```

Ա.Քալանթար, "Քարե դարից միջնադար", Գիտությունների Ազգային Ակադեմիայի հրատարակություն, Երևան, 2007
.

## Памяти учёного
```
   В 2005 г. в Ереване на доме 62 по улице Теряна, где ученый проживал в 1935-1938 гг., была открыта мемориальная доска. На открытии присутствовали дочь Марианна и внук Калантара - известный ученый профессор Ваагн Гурзадян.
   20-го февраля 2015 г. в вестибюле Ереванского государственного университата был открыт бюст Ашxарбека Калантара - одного из основателей университета.
   11-го февраля 2020 г, т.е. в день рождения Ашхарбека Калантара, в музее Эребуни в Ереване открылся симпозиум посвященный памяти ученого. 
```

### Комментарии
1. ↑  В документах царской России значится как "Ашхарбек Андреевич Лорис-Калантар", в советский период приставка "Лорис" исчезает, и он значится как "Ашхарбек Андреевич Калантар"